# Pokémon: Genesect i objawiona legenda
Pokémon: Genesect i objawiona legenda (jap. 劇場版ポケットモンスター ベストウイッシュ 神速のゲノセクト ミュウツー覚醒 Gekijōban Poketto Monsutā Besuto Uisshu! Shinsoku no Genosekuto: Myūtsū Kakusei) – szesnasty film o Pokémonach na podstawie anime Pokémon, którego premiera w Japonii odbyła się 13 lipca 2013 roku. W Polsce premiera filmu odbyła się 7 września 2014 roku na antenie Disney XD.

## Dubbing
| Postać            | Japoński dubbing   |
| ----------------- | ------------------ |
| Ash               | Rica Matsumoto     |
| Pikachu           | Ikue Ōtani         |
| Iris              | Aoi Yūki           |
| Cilan             | Mamoru Miyano      |
| Jessie            | Megumi Hayashibara |
| James             | Shin-ichiro Miki   |
| Meowth            | Inuko Inuyama      |
| Czerwony Genesect | Koichi Yamadera    |
| Mewtwo            | Reiko Takashima    |
| Eric              | Takashi Yoshimura  |
| Narrator          | Unshō Ishizuka     |

## Wersja polska
Wersja polska: SDI Media Polska

Reżyseria i dźwięk: Adam Łonicki

Dialogi i teksty piosenek: Anna Wysocka

Montaż: SDI Media Polska

Kierownictwo produkcji: Anita Ucińska i Paweł Przedlacki

Udział wzięli:
- Hanna Kinder-Kiss – Ash Ketchum
- Justyna Bojczuk – Iris
- Robert Kuraś – Cilan
- Julia Kołakowska-Bytner – Mewtwo
- Krzysztof Szczepaniak – Eric
- Marta Dobecka –
  - jeden z Genesectów,
  - Diona
- Zbigniew Konopka – Czerwony Genesect
- Izabela Dąbrowska – Jessie
- Jarosław Budnik – James
- Mirosław Wieprzewski – Meowth
- Mikołaj Klimek –
  - Narrator,
  - robotnik #1
- Joanna Węgrzynowska-Cybińska – 
  - Siostra Joy,
  - Tanner
- Michał Podsiadło –
  - robotnik #2,
  - jeden z Genesectów
- Olga Omeljaniec – Neva

i inni
Wykonanie piosenek:
- „Always you and me”: Magdalena Tul i Krzysztof Kubiś
- „We’re coming home”: Anna Kłys